# Tupelocetus
Tupelocetus — вимерлий рід ранніх китоподібних, знайдений у бартонській (41,3–38,0 млн років тому) середньоеоценовій формації затоки Тупело, в окрузі Берклі, Південна Кароліна.
Tupelocetus відомий з одного викопного зразка, голотип ChM PV6950, який складається з часткової черепної коробки, що складається з обох зубів P2 (премолярів), правої орбіти, задньої частини носа та кількох частин вух, включаючи повні кам'янисті кістки та задні відростки барабанні кістки. Голотип був зібраний у 1999 році Біллі Палмером, від якого єдиний вид роду Tupelocetus palmeri отримав свою назву. Зразок, зібраний Палмером, а потім підготовлений і переданий, тепер є частиною Палеонтологічної колекції хребетних Чарльстонського музею.
Tupelocetus відрізнявся від інших протоцетид своєю глибокою потиличною порожниною, однокуспідальними премолярами та великими носовими відростками. Було встановлено, що Tupelocetus є одним із найбільш передових (або останніх збережених) георгіацетинових протоцетидів разом із родом Aegicetus.